# Viola occulta
Viola occulta — вид рослин з родини фіалкових (Violaceae), поширений у південно-східній Європі, західній і середній Азії.

## Опис
Однорічна трав'яниста рослина. Стебла прямовисні, 2.5–25 см. Листки вузько-довгасто-лопатоподібні, віддалено зубчасті, від голих до рідко жорстко волосистих. Прилистками глибоко розділені. Чашолистки широко ланцетні, 7–13 мм. Віночок від білого до кремового забарвлення, 6–8 мм, іноді пелюстки з синюватими краями.
Період цвітіння: березень — квітень; період плодоношення: квітень — травень.

## Поширення
Поширений у південно-східній Європі (Крим, Дагестан), західній і середній Азії (Афганістан, Кіпр, Іран, Ізраїль, Ліван, Туреччина, Вірменія, Азербайджан, Казахстан, Киргизстан, Таджикистан, Туркменістан, Узбекистан).